# ملوية قارضة
ملوية قارضة (بالإنجليزية: Helicobacter rodentium)‏ هي نوع من البكتيريا، سلبية الغرام، تتبع الملوية.